# Георгиевский, Деян
Деян Георгиевский (макед. Дејан Георгиевски; род. 8 мая 1999; Скопье, Республика Македония) — северомакедонский тхэквондист. Второй спортсмен из своей страны, завоевавший медаль на Олимпийских играх. Серебряный призер Олимпийских игр 2020 в Токио.

## Биография
В 2018 году спортсмен в возрасте 19 лет выиграл свою первую медаль на взрослом международном уровне, став в вторым на Средиземноморских играх. Затем тхэквондист завоевал множество наград на крупных турнирах, однако в общем рейтинге спортсменов он находился на невысоких позициях.

### Участие на Олимпиаде
Благодаря успешному выступлению на квалификационном турнире в болгарской Софии македонец заработал путевку на Олимпиаду в Токио. На самом турнире он неожиданно для многих дошел до финала, где в напряженной борьбе уступил россиянину Владиславу Ларину (9:15).
Серебро Георгиевского стало лучшим результатом северомакедонских спортсменов на Олимпиадах. Ранее им всего один раз удавалось попасть на пьедестал почета игр: в 2000 году это сделал натурализованный российский борец Магомед Ибрагимов.
Был одним из двух знаменосцев своей сборной на Параде наций в рамках Церемонии открытия Олимпийских игр.

## Выступления на Олимпиадах
| Олимпиада         | Дисциплина                     | Место   |
| ----------------- | ------------------------------ | ------- |
| Япония Токио 2020 | тхэквондо, мужчины свыше 80 кг | 2 место |

## Награды
- Орден «8 сентября» (5 сентября 2022 года)[11]